# Chordophora biplaga
Chordophora biplaga là một loài bướm đêm trong họ Geometridae.